# 下山口 (葉山町)
下山口（しもやまぐち）は、神奈川県三浦郡葉山町の大字。

## 地理
三浦郡葉山町の南西部に位置し、葉山御用邸から長者ヶ崎までの海岸線から湘南国際村までの下山川両岸の東西に長い細長い地域。
葉山町一色、上山口、および南部を横須賀市秋谷と隣接する。
海岸線を国道134号が走り、最東端の星山地区東部の山中を県道217号（三浦半島中央道）が通過する。

### 海岸
- 大浜海岸
- 長者ヶ崎海岸

### 海水浴場
- 大浜海岸海水浴場
- 長者ヶ崎海水浴場

## 歴史
- 1878年（明治11年） - 下山口村が発足。
- 1889年（明治22年） - 木古庭村、上山口村、下山口村、堀内村、長柄村と合併し、葉山村発足。
- 1925年（大正14年） - 町制施行により葉山町下山口となる。

## 世帯数と人口
2023年（令和5年）8月1日現在（葉山町発表）の世帯数と人口は以下の通りである。
| 大字   | 世帯数    | 人口    |
| ------ | --------- | ------- |
| 下山口 | 1,261世帯 | 2,827人 |

### 人口の変遷
国勢調査による人口の推移。
| 年                 | 人口  |
| ------------------ | ----- |
| 1995年（平成7年）  | 2,508 |
| 2000年（平成12年） | 2,567 |
| 2005年（平成17年） | 2,592 |
| 2010年（平成22年） | 2,767 |
| 2015年（平成27年） | 2,720 |
| 2020年（令和2年）  | 2,747 |

### 世帯数の変遷
国勢調査による世帯数の推移。
| 年                 | 世帯数 |
| ------------------ | ------ |
| 1995年（平成7年）  | 854    |
| 2000年（平成12年） | 927    |
| 2005年（平成17年） | 982    |
| 2010年（平成22年） | 1,066  |
| 2015年（平成27年） | 1,064  |
| 2020年（令和2年）  | 1,128  |

## 事業所
2021年（令和3年）現在の経済センサス調査による事業所数と従業員数は以下の通りである。
| 大字   | 事業所数 | 従業員数 |
| ------ | -------- | -------- |
| 下山口 | 73事業所 | 449人    |

### 事業者数の変遷
経済センサスによる事業所数の推移。
| 年                 | 事業者数 |
| ------------------ | -------- |
| 2016年（平成28年） | 63       |
| 2021年（令和3年）  | 73       |

### 従業員数の変遷
経済センサスによる従業員数の推移。
| 年                 | 従業員数 |
| ------------------ | -------- |
| 2016年（平成28年） | 421      |
| 2021年（令和3年）  | 449      |

## 交通

### 路線バス

#### 京浜急行バス逗子営業所
- 下り系統：逗2-山回り葉山、逗5-横須賀市民病院、逗6-長井、逗7-佐島マリーナ入口、逗8-電力中央研究所
  - バス停：「葉山」「葉山公園前」「長者ヶ崎」（同一系統上りは、すべて逗子駅行きでバス停順序逆）
- 下り系統：逗16-湘南国際村センター、逗26-南郷トンネル経由湘南国際村センター
  - バス停：「湘南国際村間門沢調整池」「湘南国際村つつじが丘」（同一系統上りは、すべて逗子駅行きでバス停順序逆）

#### 京浜急行バス衣笠営業所
- 上り系統：汐16-汐入駅
  - バス停：「湘南国際村つつじが丘」「湘南国際村間門沢調整池」（同一系統下りは、すべて湘南国際村センター行きでバス停順序逆）

### 高速バス

#### 横浜駅（YCAT）葉山・横須賀西地区線
葉山町下山口では「葉山」に停車。横浜からは下車のみ、横浜へは乗車のみ。

### 道路
- 国道134号
- 県道217号

## 文化施設
- 神奈川県立葉山公園

## 医療機関
- 葉山ハートセンター

## 商業施設
- ミニストップ葉山御用邸前店

## 公共施設
- 葉山町下山口児童館

## 国の施設
- 国土交通省東京航空局横須賀ＶＯＲ-ＤＭＥ

## 研修施設

### 湘南国際村域内施設
- ファンケル湘南研修センター
- レクトーレ葉山 湘南国際村 研修棟

## その他

### 日本郵便
- 郵便番号 : 240-0116[3]（集配局 : 葉山郵便局[13]）。